# Línguas quipechacas
As línguas quipechacas ou quipchacas, (também conhecidas como Kipchak, Kypchak, Qypchaq, Qypshaq ou línguas túrquicas do noroeste) são um sub-ramo da família das línguas túrquicas faladas por aproximadamente 28 milhões de pessoas em grande parte da Ásia Central e da Europa Oriental, abrangendo desde a Ucrânia até à China. As línguas quipechacas incluem o basquir, o caracalpaque, o caraima, o cazaque, o carachaio-bálcaro, o crimechaque, o cumique, o nogai, o quirguiz, o tártaro da Crimeia e o tártaro da Sibéria. Entre as línguas mais faladas neste grupo estão o cazaque, o quirguiz e o tártaro.
As línguas quipechacas compartilham uma série de características que levaram os linguistas a classificá-las em conjunto. Alguns desses recursos são compartilhados com outras línguas túrquicas comuns; outros são exclusivos da família quipechaca.